# Stefan Rakić
Stefan Rakić (in serbo Стефан Ракић?; 22 novembre 1993) è un giocatore di calcio a 5 serbo.

## Carriera
Agli europei del 2016 segna un gol contro il Kazakistan durante la finale per il terzo posto.